# 康布内斯
康布内（法語：Cambounès，法語發音：[kɑ̃bunɛs]）是法国奥克西塔尼大区塔恩省的一个市镇，属于卡斯特尔区。

## 地理
康布内斯（43°35'11"N, 2°26'25"E）面积22.58 平方千米，位于法国奧克西塔尼大區塔恩省，该省份为法国南部内陆省份，北起顺时针与阿韦龙省、埃罗省、奥德省、上加龙省和塔恩-加龙省接壤。
与康布内斯接壤的市镇（或旧市镇、城区）包括：勒贝、布瓦瑟宗、拉斯法亚德、勒里亚莱、圣萨尔维-德拉巴尔姆。

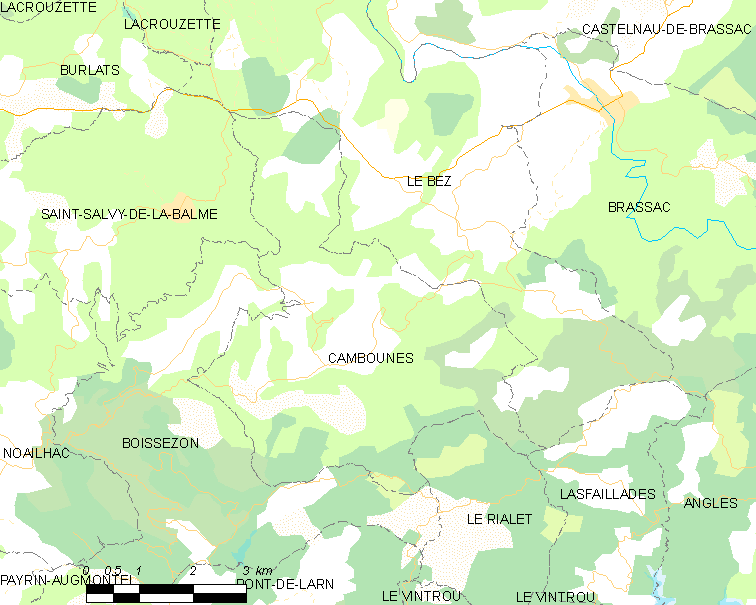
康布内斯的OSM定位图

康布内斯的时区为UTC+01:00、UTC+02:00（夏令时）。

## 行政
康布内斯的邮政编码为81260，INSEE市镇编码为81053。

## 政治
康布内斯所属的省级选区为奥克高地县。

## 人口

1962-2008年间康布内斯人口变化图示

康布内斯于2022年1月1日时的人口数量为338人。